# 寿司、食いねェ!
寿司、食いねェ!（すし、くいねぇ!）はフジテレビ「花王ファミリースペシャル」が不定期単発枠となった1996年から1997年に放送された松竹・関西テレビ製作のテレビドラマシリーズ。原作は佐川芳枝のエッセイ「寿司屋のかみさんうちあけ話」。

## 寿司、食いねェ!
- 前編1996年3月10日21:00 - 22:54放送
- 後編1996年3月17日21:00 - 22:54放送

あらすじ
- 前編

東京・築地。修造は寿司屋の板前修業中。妻さよりは実家が寿司屋で修行の厳しさを知っているので文句たらたらだが、五年で一人前になると約束しサラリーマンから転職した修造を
スーパーのパートで支えている。ある日、修造は修行先の二代目を殴り店を辞めてしまう。
- 後編

修造は、妻さよりの両親の店で修業することになり、アパートの契約更新が迫ったのを機に「すし華」に同居する。ある日、さよりが吐き気をもよおし皆は待望の子供ができたかと大喜びする。一方、巻子夫婦は問題を抱え、典夫も修造に悩みを相談していた。
出演者
- 吉永修造：渡辺謙
- 吉永さより：室井滋
- 伊達与志夫：すまけい - さよりの父、「すし華」大将
- 伊達静子：吉行和子 - さよりの母、「すし華」女将
- 石井巻子：夏川結衣 - さよりの妹
- 伊達典夫：原知宏 - さよりの弟

前編ゲスト
- 工藤：松重豊 - 修行先寿司店二代目
- 高田：池田成志 - 修行先寿司店後輩
- 左右田一平 - 吉永夫婦行きつけの寿司店大将
- 五月晴子 - 吉永夫婦行きつけの寿司店女将
- 森下哲夫
- 山路正人
- 田口主将
- 近江谷太朗
- 前田悠衣
- 中上ちか
- 加藤治
- 塩原文基
- 道又隆成
- 高橋珠美子
- 安部未来

後編ゲスト
- 石井大作：渡辺いっけい - 石井巻子の夫、司法浪人
- 松田：大塚周夫
- 竹田：立川光貴 - 「すし華」大将行きつけBARマスター
- 大橋一三
- 望月太郎
- 近江谷太朗
- 安達香代子
- 秦由香里
- 一谷真由美
- 大島蓉子 - ご近所八百屋さん「八百幸」
- 千葉紗子
- 川俣しのぶ
- 松美里杷
- 明樹由佳

## 寿司、食いねェ!～握れ!!東京夏の味～
- 1996年8月25日21:00 - 22:54放送

あらすじ
修造は、寿司を握らせてもらえない日々が続きイライラがつのる。さよりは、修造の浮気を疑う。
ゲスト出演者
- 岩本千秋：森口瑤子 ひょんなことから路上にて携帯電話を修造に貸したことで出会った女性
- 梅田政夫：山崎健二 寿司「梅乃家」店主。すし華で修行歴あり、修造の相談相手
- 梅田の父：村上冬樹
- 高橋：柳沢慎吾
- 古賀：若松武
- 松田：大塚周夫
- 竹本純平
- 石住昭彦
- 道叉隆成
- 大橋一三
- 重松収
- 吉満涼太
- 山口みよ子
- 柳谷竜星

## 寿司、食いねェ! 冬の京都・出張握で夫婦大ピンチ!!江戸前寿司は…
- 1997年1月31日21:00 - 22:54放送（金曜エンターテイメント枠、二時間SP）

あらすじ
ゲスト出演者
- 小林弘文：長谷川初範
- 小林加代子：涼風真世
- 佐竹竜太郎：田村高廣
- 岩崎あかね：野波麻帆
- 下元年世
- 掛田誠
- 山口真司
- 和泉ちぬ
- 前田悠衣
- 芦原あかね
- 染谷勝則
- 江上真吾
- 西牟田恵
- 上野可奈子
- 旗島伸子
- 渡辺穣
- 大村眞利枝
- 柳谷竜星

## スタッフ
- プロデューサー：原克子、大平雄司
- 脚本：伴一彦
- 演出：佐藤健光
- 寿司指導・山崎博明（蛇の目鮨）、若寿司。